# Champnétery
Champnétery település Franciaországban, Haute-Vienne megyében. Lakosainak száma 517 fő (2022. január 1.). Champnétery Moissannes, Auriat, Bujaleuf, Cheissoux, Saint-Denis-des-Murs és Saint-Léonard-de-Noblat községekkel határos.

## Népesség
A település népességének változása:
| Lakosok száma | 565  | 553  | 555  | 550  | 540  | 530  | 520  | 518  | 517  |
|               | 2013 | 2015 | 2016 | 2017 | 2018 | 2019 | 2020 | 2021 | 2022 |